# Francisco de Paula González Vigil
Francisco de Paula González-Vigil Yáñez o simplemente, Vigil (Tacna, 13 de setiembre de 1792 - Lima, 9 de junio de 1875), fue un clérigo, político e intelectual peruano. Fue uno de los más tenaces representantes del liberalismo político en medio de la anarquía y el caudillismo en que se debatía la naciente república peruana, lo cual no fue óbice para que no dejara de creer en la democracia representativa como el mejor sistema de gobierno. Representó igualmente a una corriente liberal e ilustrada dentro de la Iglesia católica. Fue elegido ocho veces diputado y una vez senador ante el Congreso de la República del Perú. Destacó por sus dotes de orador. Como vicepresidente de la Cámara de Diputados se hizo célebre por su famoso discurso titulado «Yo acuso», pronunciado el 2 de noviembre de 1832 en la sede legislativa, denunciando al presidente de la República Agustín Gamarra por haber violado la Constitución. Fue también director de la Biblioteca Nacional del Perú de 1836 a 1838 y de 1845 hasta su muerte en 1875. Escribió obras muy extensas defendiendo la separación de la Iglesia del Estado. Llegó a sufrir la excomunión papal en tres ocasiones sin retractarse jamás de sus ideas, y seis de sus libros fueron incluidos por la Santa Sede en el Índice de Libros Prohibidos, en vida del autor.

## Etapas de su vida
Según el historiador Jorge Basadre, la vida de este personaje puede dividirse en cuatro etapas:
- La primera, hasta 1825, estuvo dominada por su vocación religiosa.
- La segunda, que abarca hasta 1834, estuvo marcada por la actividad política que desarrolló en Lima.
- La tercera etapa, hasta 1836, que puede calificarse de errática y provinciana.
- La cuarta etapa, hasta su muerte en 1875, es la más larga y controvertida, por ser la del doctrinario que difunde ideas y polemiza.

## Primera etapa
Pertenecía a una familia radicada en Tacna. Sus padres fueron el asturiano Joaquín González Vigil y la tacneña María Micaela Yáñez, que poseían, entre otros bienes, el fundo Piedra Blanca.
Fue hijo primogénito y como tal fue consagrado a la Iglesia. En 1803 fue enviado a Arequipa para cursar estudios de Teología, Filosofía, Gramática y Matemáticas en el Seminario de San Jerónimo, que dirigía el célebre obispo Pedro José Chávez de la Rosa. También recibió enseñanzas del clérigo Francisco Xavier de Luna Pizarro — más tarde importante figura de la política peruana como cabeza de los liberales— y del poeta Mariano Melgar, que fuera fusilado en 1815 por ser patriota.
En el Seminario de San Jerónimo se le hizo la primera tonsura en 1804 y recibió los cuatro grados menores en 1810. Por ser el alumno más brillante, se le encargó la cátedra de Gramática, así como la prosecretaría del Seminario (1811). Luego, se graduó de doctor de Teología en la Universidad del Cuzco (12 de septiembre de 1812). De regreso a su ciudad natal, se destacó al pronunciar una arenga por motivo del establecimiento del primer ayuntamiento en la casa consistorial (1813).
En 1815, el obispo de Arequipa le ofreció el vicerrectorado y una cátedra de Teología en el seminario de San Jerónimo, con la condición de que se ordenara de sacerdote. Aceptó, pero según su testimonio, huyó en víspera de la ordenación, al darse cuenta del trajín que le esperaba. Luego regresó donde el obispo, quien le recibió con los brazos abiertos y le concedió la cátedra de Filosofía y Matemáticas. En 1817 enfermó, y alentado por su confesor, le vino otra vez la inquietud de ordenarse. Se ordenó de subdiácono en diciembre de 1818, de diácono en marzo de 1819 y de presbítero en setiembre del mismo año. Fue a Tacna para oficiar su primera misa. Y de regreso a Arequipa, asumió los cargos que se le habían ofrecido: vicerrector y catedrático de Teología en el Seminario.
En esta primera etapa se volcó pues, más que nada, al estudio y la enseñanza, preparándose en el ejercicio oratorio, en el que pronto destacaría. Eran también los años previos a la independencia, aunque como él mismo confiesa, no participó entonces de las ideas emancipadoras, pues estuvo dedicado enteramente a los estudios. En 1823 se retiró del seminario y retornó a Tacna.

## Segunda etapa

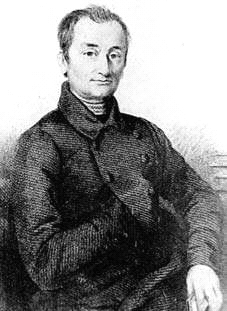
Grabado que representa a Francisco de Paula González Vigil en su etapa juvenil, cuando fue diputado por Tacna.

Una nueva etapa en su vida se inició tras la consolidación de la independencia en la batalla de Ayacucho, cuando decidió lanzarse a la política, según él mismo, para contribuir de algún modo con la formación del edificio llamado República Peruana.
En 1825, siendo gobernante el Libertador Bolívar, fue elegido junto a Hipólito Unanue diputado por Arica al Congreso General de 1826 (convocado para reformar la Constitución de 1823), por lo que se trasladó a Lima. Formó parte del minoritario grupo liberal que se opuso a las pretensiones de Bolívar, defendiendo los fueros parlamentario en las juntas preparatorias de dicho Congreso, en una época en que la actitud común de la mayoría de los peruanos era rendir reverencia al Libertador. El Congreso no llegó a instalarse por la voluntad de la mayoría de sus integrantes, que satisficieron así los planes vitalicios del Libertador. Al respecto, Vigil publicó en El Patriota Chileno una Relación histórica de las juntas preparatorias del frustrado Congreso de 1826.
En 1827 volvió a ser elegido diputado por Arica y se integró al Congreso General Constituyente, que dio la Constitución Liberal de 1828.
Luego, con el ahorro que hizo de sus dietas de parlamentario, viajó a Chile para atender su salud, pues sufría de una tuberculosis crónica. En 1830 retornó a Tacna. Volvió a ser elegido diputado en 1831, pero antes de viajar a Lima, pasó a Arequipa, al ser nombrado por el presidente Agustín Gamarra rector del Colegio de la Independencia Americana. Fue entonces cuando recibió en la Universidad de San Agustín de Arequipa el grado de doctor en Derecho, por haber sido uno de los miembros fundadores de la Academia Lauretana. Pero abandonó la carrera docente para reintegrarse a las labores parlamentarias.
Llegó a ser vicepresidente de la cámara de Diputados, donde acusó, en famoso discurso de 7 de noviembre de 1832, al poder ejecutivo (el presidente Agustín Gamarra y sus ministros de Estado) por haber infringido la Constitución, pero al mismo tiempo expresaba su confianza en el régimen representativo. Su discurso finalizaba así: 

Por lo que hace a mí, habiéndome cabido la honra, por no decir la desgracia, de presidir la Cámara en este día, y debiendo quedar por esto privado de sufragio conforme al reglamento, me apresuro a emitir mi opinión en la tribuna, para que sepa mi Patria, y para que sepan también todos los pueblos libres, que cuando se trató de acusar al Ejecutivo por haber infringido la Constitución, el diputado Vigil dijo: ¡Yo debo acusar y yo acuso!

La última frase se hizo célebre, y su acusación, si bien no pasó a mayores, desacreditó bastante a Gamarra. Su enfermedad pulmonar le impidió seguir cultivando la oratoria. Consagróse entonces al periodismo, fundando El Constitucional (1833-1834), hoja a través del cual hizo oposición a Gamarra; también colaboró en otros periódicos capitalinos.
En 1833 fue elegido diputado por Arica y Arequipa a la Convención Nacional, de la que fue su primer presidente y estuvo entre los que firmaron la Constitución de 1834, de corte liberal (su firma figura como «Francisco de Paula G. Vijil»). De esta nueva experiencia como constituyente se recuerda su aprobación de la confiscación de bienes y el destierro del obispo de Arequipa, monseñor Goyeneche, su antiguo protector.
Dicha asamblea constituyente fue también la que eligió como presidente provisorio a Luis de Orbegoso, quien llegó a ofrecer a Vigil una canonjía en la Catedral de Lima, que este rechazó.

## Tercera etapa
En 1834 regresó a Tacna, tras haber renunciado al rectorado del Colegio de la Independencia de Arequipa.
En 1835 fue elegido diputado por tres provincias: Tacna, Arequipa y Tarapacá, pero el Congreso no se reunió por la agitación política que se desató a raíz de la sublevación de Felipe Santiago Salaverry y la invasión boliviana. Ese mismo año volvió a ser nombrado rector del Colegio de la Independencia, para lo cual viajó a Arequipa, a donde llegó a fines de mayo, pero no pudo desempeñar su labor por falta de rentas. Retornó entonces a Tacna.
En su tierra natal se opuso a las pretensiones de un grupo de tacneños que querían que su provincia se separase del Perú y se pusiese bajo la protección del presidente de Bolivia Andrés de Santa Cruz. Vigil habló en la junta pública del 14 de marzo de 1836 contra tan alarmante proyecto y bastó su palabra para mantener a Tacna bajo la jurisdicción peruana.
Por esta época publicó artículos donde propuso proyectos sobre la forma de confederar el Perú y Bolivia, que aparecieron en el periódico El Arequipeño (1835). Sin embargo, nunca fue un decidido partidario de la confederación santacrucista. 
Instaurada la Confederación Perú-Boliviana, pasó a Lima, al aceptar el cargo de director de la Biblioteca Nacional del Perú que le propusiera el presidente Orbegoso (1836).

## Cuarta etapa
Aunque sin abandonar del todo la política coyuntural, Vigil, como liberal radical, se consagró al estudio y la defensa de las doctrinas regalistas (derechos y prerrogativas del Estado frente a la Iglesia). Propugnando la autonomía del Estado y la sociedad civil respecto a la Iglesia, se abocó en escribir un libro sobre la defensa de la autoridad del gobierno y los obispos contra la pretensión de la curia romana.
A principios de 1838 renunció la dirección de la Biblioteca Nacional y retornó a Tacna para continuar la preparación de su libro, pero al ser considerado partidario de la Confederación, fue desterrado en 1839, ya bajo el gobierno provisional de Agustín Gamarra. Algunos atribuyeron este hecho a una venganza de dicho presidente por la acusación constitucional de 1832, aunque Vigil señaló directamente al responsable: el prefecto de Arequipa Juan Crisóstomo Torrico.
Marchó a Chile, pero retornó al cabo de pocos meses. Se mantuvo en el retiro hasta 1845, cuando el presidente Ramón Castilla lo reintegró a la dirección de la Biblioteca Nacional, donde permanecería por tres décadas, hasta su fallecimiento.
Poco después de su retorno publicó su monumental estudio titulado Defensa de la autoridad de los gobiernos contra las pretensiones de la curia romana (1848-1849), en seis tomos, en los que defendió la existencia de iglesias nacionales supeditadas a la autoridad civil (lo que se llama tesis regalistas). Una segunda parte salió a luz algunos años después, dedicada a los obispos: Defensa de la autoridad de los obispos contra las pretensiones de la curia romana (en cuatro tomos, 1856). La obra en conjunto suma casi 5000 páginas, una de las más vastas empresas bibliográficas que autor alguno haya llevado a cabo de manera orgánica.
Por mediación del arzobispo Luna Pizarro, el arzobispo de Colombia, Manuel José Mosquera, denunció la obra ante la Santa Sede y Vigil fue excomulgado por Pío IX el 10 de junio de 1851. Pero Vigil nunca se retractó y al contrario prosiguió su labor, escribiendo una Carta al Papa (1851), donde defendió de manera panfletaria su posición. Ello le valió otras dos bulas de condenación papales. Se opuso también al dogma de la Inmaculada Concepción, proclamada por el mismo papa el 8 de diciembre de 1854. Su propia hermana, sor María Josefa, que era monja en el Convento de Santa Catalina de Arequipa, le envió una carta, rogándole con delicadeza que se arrepintiera. Pero Vigil le respondió que los papas se equivocaban, que obligarle a retractarse era obligarle a mentir y que sería la historia la que lo juzgaría.
Asimismo, sostuvo debates periodísticos con otros defensores del catolicismo tradicional, entre ellos el sacerdote catalán Pedro Gual, el obispo de Arequipa José Sebastián de Goyeneche y Barreda, el deán Juan Gualberto Valdivia y el ideólogo conservador y sacerdote Bartolomé Herrera.

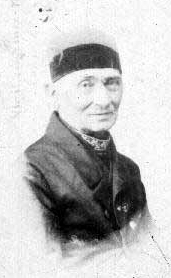
Fotografía de Francisco de Paula González Vigil de una tarjeta de visita. Estudio Courret, c. 1865.

Este enfrentamiento con las autoridades de la Iglesia Católica no fue obstáculo para que el pueblo tacneño le renovara su confianza reeligiéndolo como su representante parlamentario en las legislaturas de 1851 y 1853, así como en la Convención Nacional de 1855-1857. Pero asistió a muy pocas sesiones.
En 1866 fue elegido senador, pero se negó a asumir esta representación, sin duda por cansancio y mala salud. Pese a ello, nunca decayó su deseo de servir a la patria «trabajando del modo que podía». Resumiendo su vida parlamentaria, desde 1826 a 1866 fue elegido ocho veces diputado y una senador.
El 20 de marzo de 1865 dirigió una segunda Carta al papa Pío IX, con motivo de la condena de su libro Diálogos sobre la existencia de Dios y la vida futura. En 1870, cuando el Concilio Vaticano I proclamó el dogma de la infalibilidad del sumo pontífice en asuntos de fe y moral, en el Perú se abrió una animada polémica, en la que participó Vigil impugnando el nuevo dogma. Al respecto envió al papa Pío IX una tercera Carta.

## Fallecimiento
A pesar de su precaria salud, tuvo una larga vida, algo que no era común en aquellos años. Murió a la edad de 82 años, y fue enterrado el 11 de junio de 1875.
Como González Vigil era un excomulgado impenitente, al haber rechazado el perdón del obispo de Arequipa, ninguna iglesia en Lima quiso recibir sus restos. Pero el presidente Manuel Pardo y Lavalle decretó duelo nacional el día del entierro y ordenó que le diesen sepultura en el Cementerio General de Lima (contrariando el deseo de Vigil de ser enterrado en la isla San Lorenzo). A pesar de ser el pueblo peruano devotamente católico, no tuvo reparos en rendirle homenaje, arremolinándose hasta hacer colapsar un balcón. En hombros de la gente humilde fue llevado hasta el camposanto.
En 1975, en el centenario de su fallecimiento, la Santa Sede levantó su excomunión. Entonces el gobierno peruano ordenó la inhumación de sus restos del cementerio de Lima y su traslado a Tacna.

## Periodista
Como periodista dirigió el periódico El Eco de la Opinión del Perú (1827) y fundó El Constitucional (1833-1834) a través del cual hizo oposición al primer gobierno de Agustín Gamarra y defendió al gobierno de Luis de Orbegoso. En 1835 fundó El Arequipeño. 
Fue uno de los fundadores de El Constitucional (1858), diario que retomó el nombre de la publicación de 1833 (esta vez como Diario Político y Literario), y donde compartió labores con Francisco Javier Mariátegui, Benito Laso, José Gálvez, José Gregorio Paz Soldán, entre otros ilustres liberales. Su propósito era defender la Constitución Liberal de 1856, ante el vuelco conservador del segundo gobierno de Ramón Castilla.
Colaboró también en El Correo, El Progreso, La América, El Hijo del Pueblo, La Democracia, El Correo del Perú.

## Opiniones sobre su labor
Figura cumbre del liberalismo peruano, varios escritores han tratado la figura del insigne tacneño. Manuel González Prada escribió de él:

Pocas vidas tan puras, tan llenas, tan dignas de ser imitadas, como la vida de Vijil. Puede atacarse la forma i el fondo de sus escritos, puede tacharse hoi sus libros de anticuados o insuficientes, puede, en fin, derribarse todo el edificio levantado por su intelijencia; pero una cosa permanece invulnerable i de pie, el hombre (sic).

Por su parte, Jorge Guillermo Leguía ha escrito:

Vigil es uno de los orgullos más legítimos del Perú. Como un Mariscal Nieto nos redime de las vergüenzas del caudillaje militar, y como el heroísmo de los próceres de Angamos y de Arica nos hace olvidar el bochorno de los infames traidores y cobardes que nos condujeron al desastre del 79, el gran tacneño reivindicó el honor de nuestra política y la dignidad de nuestra iglesia…

Menos amablemente lo ha tratado el historiador jesuita Rubén Vargas Ugarte:

…el clérigo tacneño, aunque escribió mucho no logró que sus escritos suscitaran un movimiento entre la juventud, así de nuestra patria como de otros países, aunque él para halagarla dedicaría varias de sus elucubraciones a la juventud americana. Ni por su contenido, ni por su estilo, mazorral y pesado, ni por su marcado sabor antijesuítico y anticlerical, las obras de Vigil podían tener aceptación. Se publicaron, aparecieron en los estantes de alguna librería y luego el olvido las vino a sepultar para siempre. Por otra parte, todas sus invectivas y ataques iban, especialmente, dirigidos contra el pontífice romano y sus prerrogativas, y, es cosa sabida que, a partir del concilio Vaticano, la autoridad de los pontífices lejos de menguar ha ido adquiriendo preponderancia con el tiempo, y aún la misma heterodoxia lo reconoce hoy. La tesis de Vigil era insostenible.

El historiador tacneño Jorge Basadre fue más comprensible con su ilustre paisano:

El pensamiento de Vigil venía del progresismo confiado del siglo XVIII, absolutamente seguro de los atributos benéficos invívitos de la razón. Basábase esta idea en la premisa de que el don más grande de cualquier individuo es su capacidad para formular, expresar, comprender y criticar ideas y de que el uso ilimitado de esa facultad, es decir, el pleno desarrollo de la habilidad intelectual crítica, es lo único capaz de perfeccionar la condición humana. Este racionalismo tuvo en el polígrafo tacneño, por las características de su biografía, curiosamente fuentes teológicas y escolásticas que él trató de superar; pero no llegó a ser balanceado en ningún momento por el cientificismo y el materialismo que también son notas diferenciadas en el siglo XIX.

Se dice también que el primer ministro británico William Gladstone conoció y aplaudió sus ideas.

## Publicaciones principales
- Defensa de la autoridad de los gobiernos contra las pretensiones de la curia romana (en seis volúmenes, 1848-1849).[17]
- Defensa de la autoridad de los obispos contra las pretensiones de la curia romana (en cuatro volúmenes, 1856).[18]
- Defensa de la Yglesia Católica contra la bula dogmática de Pío IX (1858).[28]
- Los jesuitas presentados en cuadros históricos, sobre las correspondientes pruebas y con reflexiones al caso, especialmente en sus cosas de América (1863, en cuatro tomos),[5] dedicado al papa Clemente XIV.

Vista la complejidad y densidad de estas obras, hizo compendios de cada una de ellas. 
También escribió obras destinadas para la enseñanza del pueblo:
- Catecismo patriótico para uso en escuelas municipales en forma de diálogos (1858); que redactó por especial pedido de la municipalidad del Callao.
- Opúsculos sociales y políticos, sobre diversos temas, entre los que destacan:
  - "Paz perpetua en América o Federación Americana" (1856), proponiendo una confederación de todas las naciones independientes de Latinoamérica, sin excluir a los Estados Unidos.[29]
  - "Roma", contra el poder temporal del romano pontífice (1871).[30]
  - "Impugnación de un folleto defensor de la monarquía" (1867).

En otros opúsculos se ocupa sobre diversos temas, como la guerra, la soberanía nacional, el gobierno republicano, importancia y utilidad de las asociaciones, la educación popular y de la mujer, la tolerancia y la libertad de cultos, la pena de muerte (a la que se oponía), el matrimonio y el divorcio, manifestando en todo un pensamiento liberal. 
Dejó, además, una vasta obra inédita. 

## Libros colocados en el Índex
Estos son los seis libros de Vigil puestos en el Índice de Libros prohibidos:
1. Defensa de la autoridad de los Gobiernos y de los obispos contra las pretensiones de la Curia romana (Breve de Pío IX, de 10 de junio de 1851).
2. Carta al Papa y análisis del Breve de 10 de junio (decreto de 17 de marzo de 1852).
3. Compendio de la defensa de la autoridad de los Gobiernos (decreto de 2 de marzo de 1853).
4. Adiciones a la defensa de los Gobiernos (decreto de 2 de marzo de 1853).
5. Diálogos sobre la existencia de Dios y la vida futura (decreto de 25 de abril de 1864).
6. Manual de Derecho Público Eclesiástico para el uso de la juventud americana (decreto de 25 de abril de 1864).